# Vojaškomedicinska fakulteta Jugoslovanske ljudske armade
Vojaškomedicinska fakulteta JLA (srbohrvaško: Vojnomedicinski fakultet JNA) je bila vojaška akademija, ki je delovala v sestavi Jugoslovanske ljudske armade.

## Zgodovina
Fakulteta je bila ustanovljena 24. julija 1949 z reorganizacijo Glavne vojne bolnice. Poleg izobraževanja rednih in rezervnih medicinskih častnikov je akademija skrbela za zdravstveno oskrbo vojaških in civilnih oseb zaposlenih v JLA oz. DSNO ter za visoke politike.